# Escuela Canónigo José Cardijn
La Escuela Parroquial Canónigo José Cardijn es una escuela semi-privada católica (cuenta con la capilla San Cayetano al lado de la institución) que se encuentra en la ciudad de Luján, Buenos Aires, Argentina. Está situada sobre la calle Alsina 2115, entre Vélez Sarsfield y Liniers, barrio San Cayetano. La orientación de la escuela es economía y administración.
Cuenta con nivel inicial, primaria y secundaria (en los tres niveles es importante destacar que poseen estudio de idioma inglés), y con rampa para personas con capacidades motoras reducidas (rampa de entrada).
La escuela posee 14 aulas, un laboratorio, sala de computación, quiosco, gabinete para ayuda a los alumnos, patio delantero y un amplio playón usado para hacer deportes, que cuenta con un espacio que suele ser usado para armar una huerta junto a los alumnos de ESB. En jardín hay tres salas y una sala de vídeo, cuenta con calefacción central por caldera en toda la instalación y también con un patio equipado con diversos juegos para todos los niños.
Los alumnos en todos sus niveles cuentan con uso de uniforme; en el nivel primario y secundario el mismo se encuentra compuesto por: mujeres (chomba institucional, falda escocesa, suéter institucional, zapatos negros, medias verdes) y hombres (chomba institucional, suéter institucional, pantalón azul de vestir, zapatos negros).
Cabe destacar que la escuela posee un coro integrado por alumnos de primaria y secundaria. Según la declaración N°26/2012 del honorable Consejo Deliberante de la Ciudad de Luján, se declaró de interés cultural el 10° Aniversario de la existencia de este coro. Se lo conoce como "Coro de niños y jóvenes Prof Ernesto Storani", ya que este fue su fundador.
Además de esto, la escuela participa de otras actividades, como por ejemplo, el Modelo de Naciones Unidas. En dicho proyecto, la escuela ganó cinco menciones entre los años 2009 y 2012: Mejor Representación Cultural (representando a Sri Lanka en el MNU Provincial de San Nicolas 2009), Primera Mención de Honor (representando a Gabón en el MNU Regional Luján 2011), Mejor Delegación del ECOSOC (representando a Brasil en el Modelo Nacional 2011), Mejor Delegación del Grupo Regional Africano y Mejor Embajador en la Cumbre Medioambiental de Embajadores (representando a Togo en el Modelo Regional Luján 2012). Cabe destacar que los alumnos que representaron a Brasil en el Modelo Nacional de 2011, son los primeros y únicos delegados de Luján hasta la fecha, en ganar una mención en dicho modelo.

## Historia
El 12 de septiembre de 1937 nació la Capilla San Cayetano, haciéndole homenaje al santo. Las primeras misas comenzaron en un galpón. Mujeres, hombres y niños se sumaron a la idea del padre Emiro Dal Castagne. No solo apilaron ladrillos, sino que también hicieron campañas de recaudación que se multiplicaban a la par del entusiasmo, así, lograron construir esta capilla, que hoy es parroquial. Al amparo de San Cayetano, lo que había empezado como guardería y dictado de catecismo, el 1 de junio de 1959, el Padre Gonzalo Pacheco fundó la escuela anexa a la Capilla. Comenzó sin ninguna pretensión, pero con voluntad y paso firme que le permitieron sortear las infinitas dificultades que se le presentaron. Además, se arraigó profundamente, porque la escuela nacía impulsada por la necesidad cultural, social y religiosa del barrio.
Se le impuso el nombre de «Canónigo José Cardijn», el sacerdote belga fundador de la Juventud Obrera Católica, por la ubicación de la escuela en el barrio San Cayetano, poblado en su mayoría por una clase obrera. El mismo religioso en su estadía en Argentina, el 24 de noviembre de 1963, bendijo la piedra fundamental en el terreno del establecimiento, alentando para que la obra continuara y creciera.
En marzo de 1960 obtuvo el decreto aprobatorio del Ministerio de Educación de la Provincia, y en 1963 fue reconocida por el expediente 433, con efecto retroactivo a la fecha de su fundación. Al iniciarse el curso escolar en 1960, contó con 97 alumnos. Comenzó funcionando en el salón parroquial. Fue su primera maestra y directora hasta julio de 1964, Ramona Villareal, acompañada por otros docentes. Con el tiempo. el elevado número de alumnos que solicitaban un puesto determinó la ampliación de las instalaciones.
- Datos: Q5838637